# Parc de Kärrtorp
Le parc de Kärrtorp (en suédois : Kärrtorpsparken) est un parc du quartier de Kärrtorp à Stockholm en Suède. 

## Description
Le parc de Kärrtorp fait partie du parc Gränsberget, qui formait l'ancienne frontière entre la paroisse de Botkyrka et la paroisse de Nacka. 
La zone a été aménagée en parc dans le plan d'urbanisme de 1948 et devait former un « tampon » vert entre l'ancienne zone de chalets d'Enskededalen à l'ouest et le quartier prévu de Kärrtorp à l'est. 
La zone a également conservé le Torpet Kärrtorp (sv), qui a donné son nom au quartier de Kärrtorp.
En 2009, le conseil municipal de Stockholm a décidé de renommer la partie centrale de du parc Gränsberget en Kärrtorpsparken. 
La partie nord a été nommée Fäholmaskogen. Fäholma était autrefois le nom d'une zone marécageuse et forestière. La partie sud du Gränsberget a pu conserver son ancien nom.
Le parc de Kärrtorp s'étend sur environ 160 mètres au nord de Kärrtorpsvägen. Dans la partie sud, des parties des bâtiments historiques de Kärrtorpet ont été préservées. Dans la partie nord se trouve une aire de jeux avec, entre autres, un filet d'escalade, un jeu d'équilibre, un toboggan, un terrain de pétanque, une pergola et des sièges. Il y a des espaces verts à proximité pour les pique-niques et les jeux de ballon.
Le Viloparken est relié au Kärrtorpsparken à l'ouest.

## Galerie

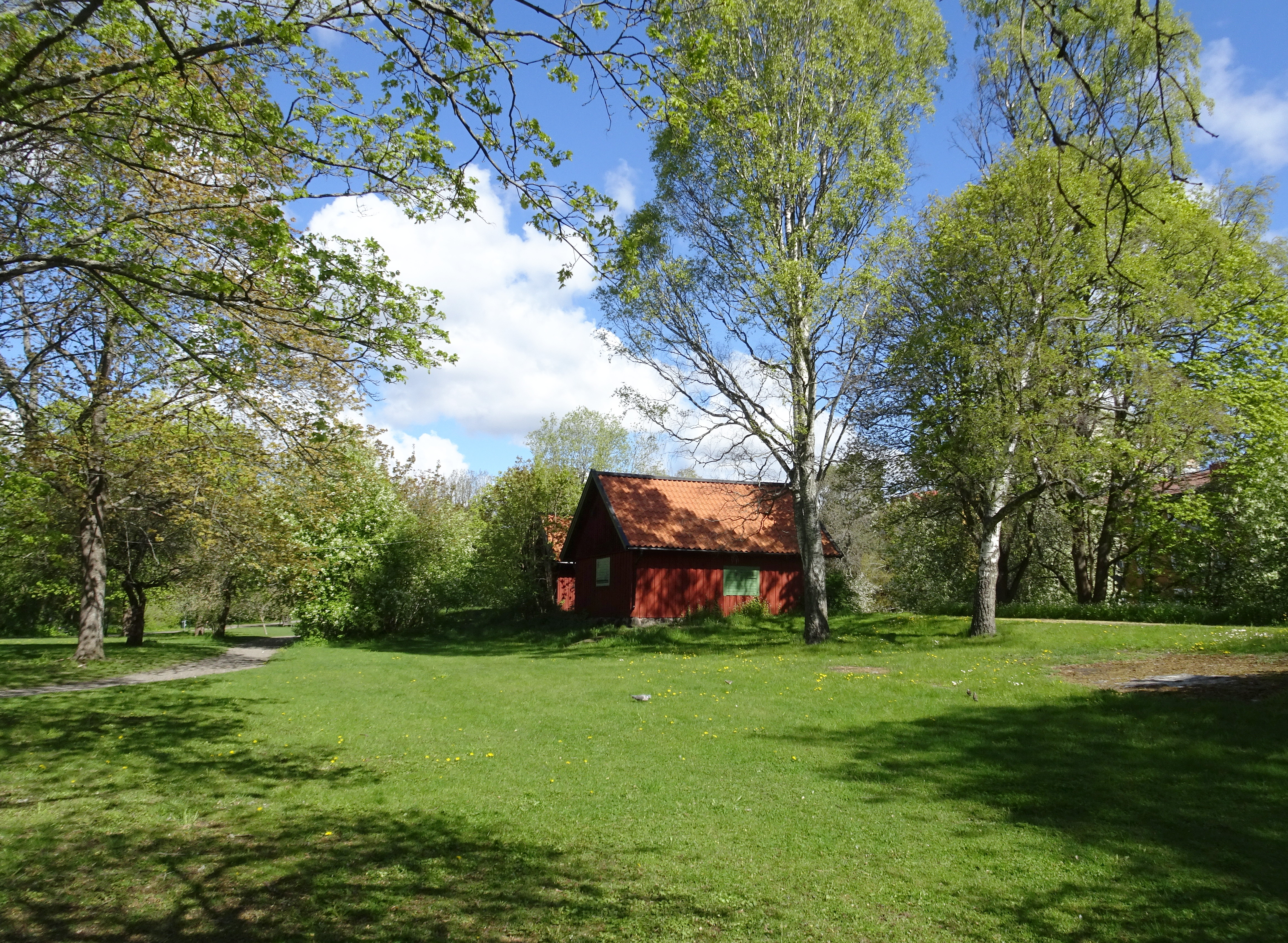
Le parc et la Torpet Kärrtorp.
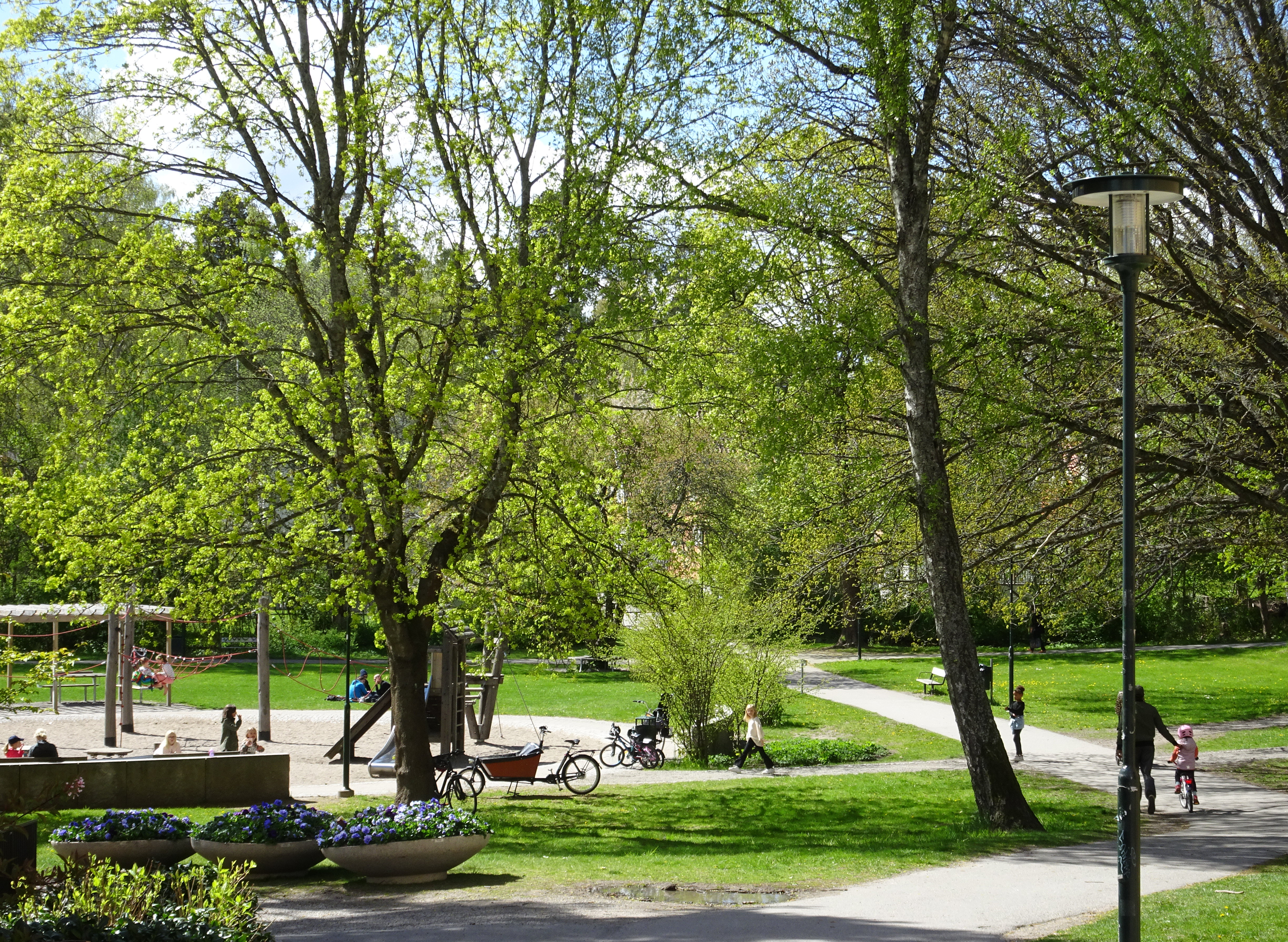
Kärrtorpsparken en mai 2020.
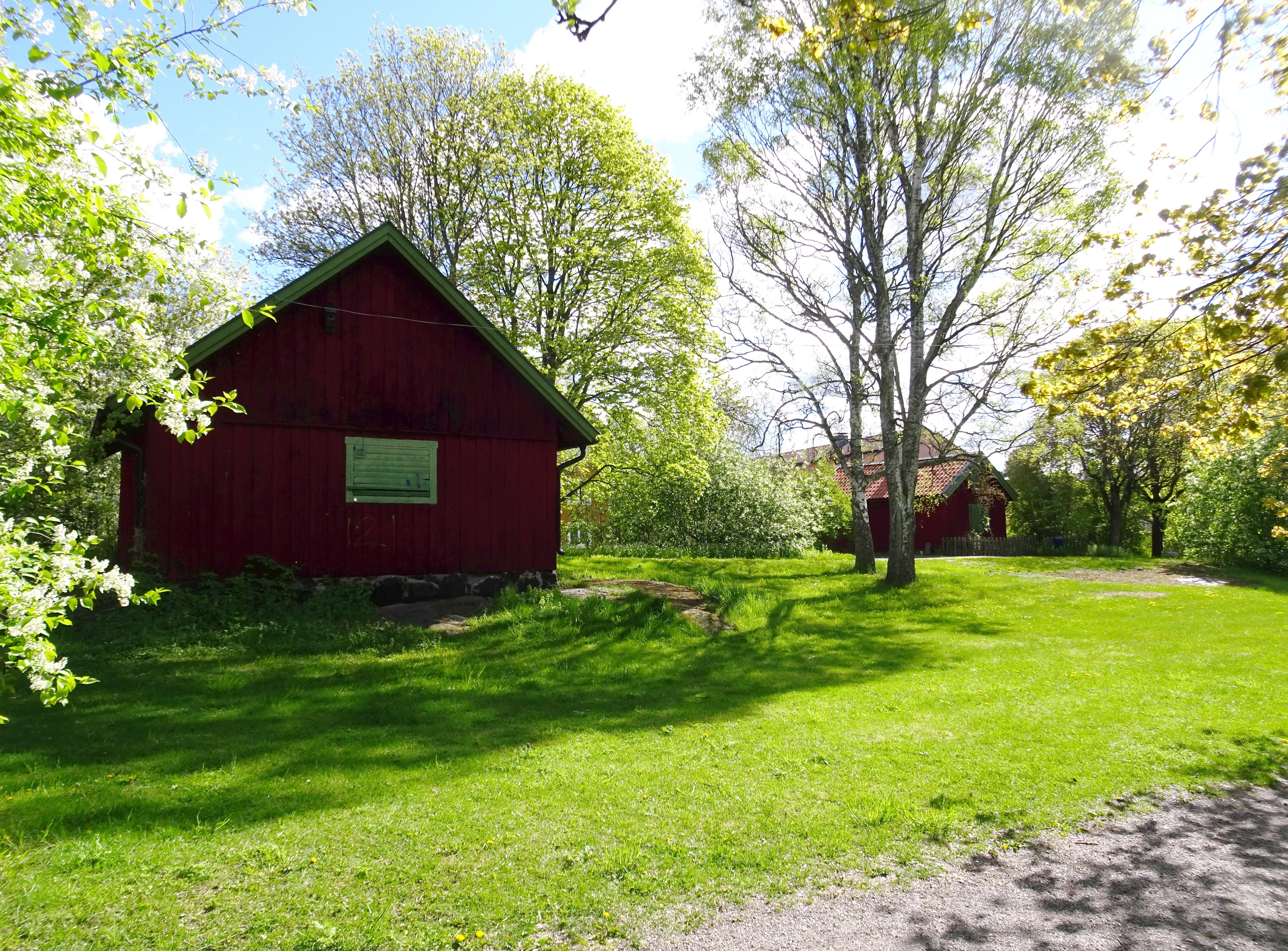